# Quincé
Quincé is een plaats en voormalige gemeente in het Franse departement Maine-et-Loire in de regio Pays de la Loire.

## Geschiedenis
Tot 1964 was Quincé een zelfstandige gemeente. Op 1 juni 1964 werd Quincé opgenomen in de gemeente Brissac, waarvan de naam werd aangepast naar Brissac-Quincé.
Les Alleuds · Brissac · Charcé · Chemellier · Coutures · Luigné · Quincé · Saint-Ellier · Saint-Rémy-la-Varenne · Saint-Saturnin-sur-Loire · Saulgé-l'Hôpital · Vauchrétien